# Liste des monuments historiques protégés en 2019
Cet article recense les immeubles protégés au titre des monuments historiques en 2019, en France,.
En 2019, 276 bâtiments font l'objet d'une protection dont 257 inscriptions et 19 classements.

## Protections
L'année voit en particulier la protection d'un ensemble de 40 monuments aux morts de la région Auvergne-Rhône-Alpes.
| Édifice | Commune                           | Département             | Région                     | Protection     | Autre protection                            | Base Mérimée                              | Coordonnées                         | Image |
| --- | --------------------------------- | ----------------------- | -------------------------- | -------------- | ------------------------------------------- | ----------------------------------------- | ----------------------------------- | ----- |
| Ancien château d'Ambérieux-en-Dombes : la tour carrée sud-est, les courtines subsistantes, la montée Claude Donis | Ambérieux-en-Dombes               | Ain                     | Auvergne-Rhône-Alpes       | Inscrit        | Classé (1905)                               | Notice no PA00116290                      | 45° 59′ 36″ nord, 4° 54′ 11″ est    |       |
| Monument aux morts de Bourg-en-Bresse                                                                             | Bourg-en-Bresse                   | Ain                     | Auvergne-Rhône-Alpes       | Inscrit        |                                             | Notice no PA01000047                      | 46° 12′ 12″ nord, 5° 13′ 15″ est    |       |
| Monument aux morts de Bellegarde-sur-Valserine                                                                    | Valserhône                        | Ain                     | Auvergne-Rhône-Alpes       | Inscrit        |                                             | Notice no PA01000046                      | 46° 06′ 30″ nord, 5° 49′ 32″ est    |       |
| Château de Pont-Saint-Mard : façades et toitures de la maison de maître et la serre ancienne                      | Pont-Saint-Mard                   | Aisne                   | Hauts-de-France            | Inscrit        | Inscrit (2002)                              | Notice no PA02000040                      | 46° 06′ 30″ nord, 5° 49′ 32″ est    |       |
| Monument aux morts de Commentry                                                                                   | Commentry                         | Allier                  | Auvergne-Rhône-Alpes       | Inscrit        |                                             | Notice no PA03000053                      | 46° 17′ 11″ nord, 2° 44′ 41″ est    |       |
| Monument aux morts de Néris-les-Bains                                                                             | Néris-les-Bains                   | Allier                  | Auvergne-Rhône-Alpes       | Inscrit        |                                             | Notice no PA03000054                      | 46° 17′ 19″ nord, 2° 39′ 36″ est    |       |
| Villa de Chatet                                                                                                   | Saint-Pourçain-sur-Sioule         | Allier                  | Auvergne-Rhône-Alpes       | Inscrit        |                                             | Notice no PA03000055                      | 46° 17′ 53″ nord, 3° 18′ 15″ est    |       |
| Château de Boussac                                                                                                | Target                            | Allier                  | Auvergne-Rhône-Alpes       | Inscrit        |                                             | Notice no PA03000057                      | 46° 17′ 12″ nord, 3° 01′ 31″ est    |       |
| Monument aux morts de Vichy                                                                                       | Vichy                             | Allier                  | Auvergne-Rhône-Alpes       | Inscrit        |                                             | Notice no PA03000056                      | 46° 07′ 20″ nord, 3° 25′ 09″ est    |       |
| Église Saint-Georges de Limans                                                                                    | Limans                            | Alpes-de-Haute-Provence | Provence-Alpes-Côte d'Azur | Inscrit        |                                             | Notice no PA04000040                      | 43° 59′ 05″ nord, 5° 43′ 50″ est    |       |
| Ferme fortifiée des Ybourgues : en totalité                                                                       | Limans                            | Alpes-de-Haute-Provence | Provence-Alpes-Côte d'Azur | Inscrit        | Inscrit (1978)                              | Notice no PA00080411                      | 43° 57′ 38″ nord, 5° 43′ 54″ est    |       |
| Église Notre-Dame-de-l'Assomption de Reillanne                                                                    | Reillanne                         | Alpes-de-Haute-Provence | Provence-Alpes-Côte d'Azur | Inscrit        |                                             | Notice no PA04000038                      | 43° 52′ 34″ nord, 5° 39′ 37″ est    |       |
| Presbytère de Reillanne                                                                                           | Reillanne                         | Alpes-de-Haute-Provence | Provence-Alpes-Côte d'Azur | Inscrit        |                                             | Notice no PA04000039                      | 43° 52′ 46″ nord, 5° 39′ 39″ est    |       |
| Église Saint-Jean-Baptiste de Fouillouse                                                                          | Saint-Paul-sur-Ubaye              | Alpes-de-Haute-Provence | Provence-Alpes-Côte d'Azur | Classé         | Inscrit (2016)                              | Notice no PA04000035                      | 44° 31′ 20″ nord, 6° 48′ 13″ est    |       |
| Tombeau de Prosper Mérimée                                                                                        | Cannes                            | Alpes-Maritimes         | Provence-Alpes-Côte d'Azur | Inscrit        |                                             | Notice no PA06000053                      | 43° 33′ 24″ nord, 7° 00′ 10″ est    |       |
| Fontaine de la Sagesse                                                                                            | Grasse                            | Alpes-Maritimes         | Provence-Alpes-Côte d'Azur | Inscrit        |                                             | Notice no PA06000054                      | 43° 39′ 25″ nord, 6° 55′ 14″ est    |       |
| Monument aux morts de Colombier-le-Jeune                                                                          | Colombier-le-Jeune                | Ardèche                 | Auvergne-Rhône-Alpes       | Inscrit        |                                             | Notice no PA07000038                      | 45° 00′ 38″ nord, 4° 42′ 06″ est    |       |
| Monument aux morts de Tournon-sur-Rhône                                                                           | Tournon-sur-Rhône                 | Ardèche                 | Auvergne-Rhône-Alpes       | Inscrit        |                                             | Notice no PA07000039                      | 45° 04′ 07″ nord, 4° 49′ 54″ est    |       |
| Église Saint-Martin d'Aubigny-les-Pothées                                                                         | Aubigny-les-Pothées               | Ardennes                | Grand-Est                  | Inscrit        |                                             | Notice no PA08000020                      | 49° 46′ 34″ nord, 4° 26′ 14″ est    |       |
| Camp de concentration et d'internement du Vernet                                                                  | Le Vernet (Ariège), Saverdun      | Ariège                  | Occitanie                  | Inscrit        |                                             | Notice no PA09000036                      | 43° 11′ 42″ nord, 1° 36′ 28″ est    |       |
| Hôtel de ville de Decazeville                                                                                     | Decazeville                       | Aveyron                 | Occitanie                  | Inscrit        |                                             | Notice no PA12000074                      | 44° 33′ 23″ nord, 2° 15′ 26″ est    |       |
| Église Notre-Dame de Decazeville                                                                                  | Decazeville                       | Aveyron                 | Occitanie                  | Inscrit        |                                             | Notice no PA12000073                      | 44° 33′ 21″ nord, 2° 15′ 10″ est    |       |
| Monument funéraire de la famille Cabrol                                                                           | Decazeville                       | Aveyron                 | Occitanie                  | Inscrit        |                                             | Notice no PA12000075                      | 44° 33′ 21″ nord, 2° 15′ 10″ est    |       |
| Chevalement de puits de mine de La Découverte                                                                     | Decazeville                       | Aveyron                 | Occitanie                  | Inscrit        |                                             | Notice no PA12000077                      | 44° 33′ 08″ nord, 2° 15′ 48″ est    |       |
| Bâtiment minier des soufflantes de La Découverte                                                                  | Decazeville                       | Aveyron                 | Occitanie                  | Inscrit        |                                             | Notice no PA12000076                      | 44° 33′ 19″ nord, 2° 15′ 42″ est    |       |
| Hôtel de Luppé | Arles                             | Bouches-du-Rhône        | Provence-Alpes-Côte d'Azur | Inscrit        |                                             | Notice no PA13000090                      | 43° 40′ 38″ nord, 4° 33′ 49″ est    |       |
| Monument aux morts de la Légion étrangère                                                                         | Aubagne                           | Bouches-du-Rhône        | Provence-Alpes-Côte d'Azur | Inscrit        |                                             | Notice no PA13000091                      | 43° 17′ 34″ nord, 5° 33′ 11″ est    |       |
| Parc de l'unité d'habitation Le Corbusier                                                                         | Marseille                         | Bouches-du-Rhône        | Provence-Alpes-Côte d'Azur | Inscrit        |                                             | Notice no PA13000092                      | 43° 15′ 27″ nord, 5° 23′ 47″ est    |       |
| Savonnerie du Fer-à-cheval                                                                                        | Marseille                         | Bouches-du-Rhône        | Provence-Alpes-Côte d'Azur | Inscrit        |                                             | Notice no PA13000089                      | 43° 19′ 17″ nord, 5° 23′ 28″ est    |       |
| Lavoir des Contagieux                                                                                             | Saint-Chamas                      | Bouches-du-Rhône        | Provence-Alpes-Côte d'Azur | Inscrit        |                                             | Notice no PA13000093                      | 43° 32′ 10″ nord, 5° 02′ 01″ est    |       |
| Établissement de bains de mer de Deauville dont les « Bains Pompéiens »                                           | Deauville                         | Calvados                | Normandie                  | Inscrit        |                                             | Notice no PA14000112                      | 49° 21′ 39″ nord, 0° 04′ 00″ est    |       |
| Château du Sailhant                                                                                               | Andelat                           | Cantal                  | Auvergne-Rhône-Alpes       | Inscrit        |                                             | Notice no PA15000058                      | 45° 04′ 09″ nord, 3° 02′ 30″ est    |       |
| Église Saint-Pierre d'Antignac                                                                                    | Antignac                          | Cantal                  | Auvergne-Rhône-Alpes       | Inscrit        | Inscrit (1976)                              | Notice no PA00093441                      | 45° 20′ 17″ nord, 2° 32′ 44″ est    |       |
| Monument aux morts d'Aurillac                                                                                     | Aurillac                          | Cantal                  | Auvergne-Rhône-Alpes       | Inscrit        |                                             | Notice no PA15000051                      | 44° 55′ 43″ nord, 2° 26′ 35″ est    |       |
| Église Saint-Hilaire de Brezons                                                                                   | Brezons                           | Cantal                  | Auvergne-Rhône-Alpes       | Inscrit        | Inscrit (1927)                              | Notice no PA00093477                      | 44° 58′ 10″ nord, 2° 48′ 26″ est    |       |
| Église Notre-Dame de Champagnac                                                                                   | Champagnac                        | Cantal                  | Auvergne-Rhône-Alpes       | Inscrit        | Inscrit (1927)                              | Notice no PA00093490                      | 45° 21′ 26″ nord, 2° 23′ 50″ est    |       |
| Monument aux morts du Falgoux                                                                                     | Le Falgoux                        | Cantal                  | Auvergne-Rhône-Alpes       | Inscrit        |                                             | Notice no PA15000052                      | 45° 09′ 18″ nord, 2° 37′ 21″ est    |       |
| Ancien monastère Saint-Pierre                                                                                     | Mauriac                           | Cantal                  | Auvergne-Rhône-Alpes       | Inscrit        | Classé (1987)                               | Notice no PA00093545                      | 45° 13′ 03″ nord, 2° 19′ 55″ est    |       |
| Église Saint-Barthélemy de Moussages                                                                              | Moussages                         | Cantal                  | Auvergne-Rhône-Alpes       | Inscrit        | Inscrit (1927) Inscrit (1935)               | Notice no PA00093560                      | 45° 14′ 02″ nord, 2° 28′ 03″ est    |       |
| Monument aux morts de Pierrefort                                                                                  | Pierrefort                        | Cantal                  | Auvergne-Rhône-Alpes       | Inscrit        |                                             | Notice no PA15000053                      | 44° 55′ 16″ nord, 2° 50′ 22″ est    |       |
| Église Saint-Victor de Polminhac                                                                                  | Polminhac                         | Cantal                  | Auvergne-Rhône-Alpes       | Inscrit        | Inscrit (1927)                              | Notice no PA00093580                      | 44° 57′ 05″ nord, 2° 34′ 34″ est    |       |
| Église Saint-Cernin de Saint-Cernin                                                                               | Saint-Cernin (Cantal)             | Cantal                  | Auvergne-Rhône-Alpes       | Inscrit        | Inscrit (1927)                              | Notice no PA00093601                      | 45° 03′ 34″ nord, 2° 25′ 17″ est    |       |
| Monument aux morts de Saint-Martin-Valmeroux                                                                      | Saint-Martin-Valmeroux            | Cantal                  | Auvergne-Rhône-Alpes       | Inscrit        |                                             | Notice no PA15000054                      | 45° 07′ 04″ nord, 2° 25′ 41″ est    |       |
| Monument aux morts de Saint-Paul-des-Landes                                                                       | Saint-Paul-des-Landes             | Cantal                  | Auvergne-Rhône-Alpes       | Inscrit        |                                             | Notice no PA15000055                      | 44° 56′ 30″ nord, 2° 18′ 59″ est    |       |
| Monument aux morts de Salers                                                                                      | Salers                            | Cantal                  | Auvergne-Rhône-Alpes       | Inscrit        |                                             | Notice no PA15000056                      | 45° 08′ 19″ nord, 2° 29′ 43″ est    |       |
| Monument aux morts de Vebret                                                                                      | Vebret                            | Cantal                  | Auvergne-Rhône-Alpes       | Inscrit        |                                             | Notice no PA15000057                      | 45° 20′ 29″ nord, 2° 31′ 12″ est    |       |
| Église Saint-Jean-Baptiste de Vernols                                                                             | Vernols                           | Cantal                  | Auvergne-Rhône-Alpes       | Inscrit        | Inscrit (1987)                              | Notice no PA00093712                      | 45° 13′ 22″ nord, 2° 53′ 24″ est    |       |
| Église Saint-Hippolyte de Moulidars                                                                               | Moulidars                         | Charente                | Nouvelle-Aquitaine         | Inscrit        | Classé (1912)                               | Notice no PA00104434                      | 45° 39′ 40″ nord, 0° 02′ 17″ ouest  |       |
| Ancienne abbaye de la Tenaille                                                                                    | Saint-Sigismond-de-Clermont       | Charente-Maritime       | Nouvelle-Aquitaine         | Inscrit        | Classé (1958) Inscrit (1958)                | Notice no PA00105236                      | 45° 26′ 27″ nord, 0° 33′ 14″ ouest  |       |
| Château de Bois-Sire-Amé                                                                                          | Vorly                             | Cher                    | Centre-Val de Loire        | Inscrit        | Classé (1924) Inscrit (1926) Classé (1931)  | Notice no PA00096934                      | 46° 55′ 55″ nord, 2° 28′ 47″ est    |       |
| Site castral de Baricci                                                                                           | Foce, Sartène                     | Corse-du-Sud            | Corse                      | Inscrit        |                                             | Notice no PA2A000021                      | 41° 36′ 10″ nord, 9° 00′ 36″ est    |       |
| Décors peints de la maison Peretti                                                                                | Olmeto                            | Corse-du-Sud            | Corse                      | Inscrit        |                                             | Notice no PA2A000023                      | 41° 43′ 02″ nord, 8° 55′ 06″ est    |       |
| Hôtel Les Roches Rouges                                                                                           | Piana                             | Corse-du-Sud            | Corse                      | Inscrit        | Inscrit (1991)                              | Notice no PA00099139                      | 42° 14′ 25″ nord, 8° 38′ 30″ est    |       |
| Enceinte urbaine fortifiée, dite Citadelle                                                                        | Porto-Vecchio                     | Corse-du-Sud            | Corse                      | Inscrit        |                                             | Notice no PA2A000043                      | 41° 35′ 25″ nord, 9° 16′ 47″ est    |       |
| Site archéologique de Tappa                                                                                       | Porto-Vecchio                     | Corse-du-Sud            | Corse                      | Inscrit        |                                             | Notice no PA2A000022                      | 41° 33′ 08″ nord, 9° 13′ 50″ est    |       |
| Maison Bertola | Lama                              | Haute-Corse             | Corse                      | Inscrit        |                                             | Notice no PA2B000042                      | 42° 34′ 35″ nord, 9° 10′ 19″ est    |       |
| Église Saint-André d'Omessa                                                                                       | Omessa                            | Haute-Corse             | Corse                      | Classé         | Classé (1987) Inscrit (1987)                | Notice no PA00099225                      | 42° 22′ 13″ nord, 9° 11′ 54″ est    |       |
| Église Saint-Blaise d'Omessa et la chapelle de confrérie Sainte-Croix                                             | Poggio-Marinaccio                 | Haute-Corse             | Corse                      | Classé         | Inscrit (2018)                              | Notice no PA2B000041 Notice no PA2B000035 | 42° 26′ 03″ nord, 9° 21′ 13″ est    |       |
| Chapelle Sainte-Croix de Poggio-d'Oletta                                                                          | Poggio-d'Oletta                   | Haute-Corse             | Corse                      | Classé         | Inscrit (2016)                              | Notice no PA2B000034                      | 42° 38′ nord, 9° 22′ est            |       |
| Ancienne Chambre de Commerce de Beaune                                                                            | Beaune                            | Côte-d'Or               | Bourgogne-Franche-Comté    | Inscrit        |                                             | Notice no PA21000094                      | 47° 01′ 23″ nord, 4° 50′ 21″ est    |       |
| Monument à Marey                                                                                                  | Beaune                            | Côte-d'Or               | Bourgogne-Franche-Comté    | Inscrit        |                                             | Notice no PA21000095                      | 47° 01′ 17″ nord, 4° 50′ 09″ est    |       |
| Château d'Etrebonne                                                                                               | Champagne-sur-Vingeanne           | Côte-d'Or               | Bourgogne-Franche-Comté    | Inscrit        |                                             | Notice no PA21000097                      | 47° 26′ 41″ nord, 5° 23′ 20″ est    |       |
| Château de Changey                                                                                                | Échevronne                        | Côte-d'Or               | Bourgogne-Franche-Comté    | Inscrit        |                                             | Notice no PA21000096                      | 47° 06′ 32″ nord, 4° 50′ 38″ est    |       |
| Château de Mauvilly                                                                                               | Mauvilly                          | Côte-d'Or               | Bourgogne-Franche-Comté    | Inscrit        |                                             | Notice no PA21000098                      | 47° 42′ 23″ nord, 4° 41′ 41″ est    |       |
| Manoir de Coatgouray                                                                                              | Bégard                            | Côtes-d'Armor           | Bretagne                   | Inscrit        |                                             | Notice no PA22000059                      | 48° 39′ 05″ nord, 3° 14′ 50″ ouest  |       |
| Manoir de Locmaria                                                                                                | Carnoët                           | Côtes-d'Armor           | Bretagne                   | Inscrit        |                                             | Notice no PA22000060                      | 48° 19′ 57″ nord, 3° 30′ 42″ ouest  |       |
| Maison d'artiste de la Grande Vigne                                                                               | Dinan                             | Côtes-d'Armor           | Bretagne                   | Inscrit        |                                             | Notice no PA22000058                      | 48° 27′ 35″ nord, 2° 01′ 48″ ouest  |       |
| Chapelle Notre-Dame-de-Pitié de Lanvellec                                                                         | Lanvellec                         | Côtes-d'Armor           | Bretagne                   | Inscrit        | Inscrit (1925)                              | Notice no PA00089298                      | 48° 35′ 15″ nord, 3° 30′ 12″ ouest  |       |
| Église Saint-Pierre-ès-Liens de Teyjat                                                                            | Teyjat                            | Dordogne                | Nouvelle-Aquitaine         | Inscrit        |                                             | Notice no PA24000097                      | 45° 34′ 54″ nord, 0° 34′ 32″ est    |       |
| Hôtel de ville de Besançon                                                                                        | Besançon                          | Doubs                   | Bourgogne-Franche-Comté    | Classé         | Classé (1912)                               | Notice no PA00101510                      | 47° 14′ 16″ nord, 6° 01′ 27″ est    |       |
| Enceinte de Besançon                                                                                              | Besançon                          | Doubs                   | Bourgogne-Franche-Comté    | Inscrit        | Classé (1942)                               | Notice no PA00101466                      | 47° 14′ 48″ nord, 6° 00′ 06″ est    |       |
| Monument aux morts de Romans-sur-Isère                                                                            | Romans-sur-Isère                  | Drôme                   | Auvergne-Rhône-Alpes       | Inscrit        |                                             | Notice no PA26000035                      | 45° 02′ 42″ nord, 5° 03′ 12″ est    |       |
| Monument aux morts de Valence                                                                                     | Valence                           | Drôme                   | Auvergne-Rhône-Alpes       | Inscrit        |                                             | Notice no PA26000036                      | 44° 55′ 51″ nord, 4° 53′ 10″ est    |       |
| Église Sainte-Marguerite de Mesnil-en-Ouche                                                                       | Mesnil-en-Ouche                   | Eure                    | Normandie                  | Inscrit        |                                             | Notice no PA27000090                      | 49° 01′ 25″ nord, 0° 39′ 27″ est    |       |
| Église Saint-Léger de Louvilliers-en-Drouais                                                                      | Louvilliers-en-Drouais            | Eure-et-Loir            | Centre-Val de Loire        | Inscrit        |                                             | Notice no PA28000048                      | 48° 43′ 57″ nord, 1° 17′ 06″ est    |       |
| Église Sainte-Thérèse-du-Landais                                                                                  | Brest                             | Finistère               | Bretagne                   | Inscrit        |                                             | Notice no PA29000105                      | 48° 23′ 22″ nord, 4° 30′ 33″ ouest  |       |
| Poudrière de Concarneau                                                                                           | Concarneau                        | Finistère               | Bretagne                   | Inscrit        |                                             | Notice no PA29000106                      | 47° 52′ 21″ nord, 3° 54′ 48″ ouest  |       |
| Maison Duthoya | Landerneau                        | Finistère               | Bretagne                   | Inscrit        | Inscrit (1926)                              | Notice no PA00090030                      | 48° 27′ 00″ nord, 4° 15′ 04″ ouest  |       |
| L'entrée principale du cimetière de Terre-Cabade                                                                  | Toulouse                          | Haute-Garonne           | Occitanie                  | Inscrit        |                                             | Notice no PA31000114                      | 43° 36′ 25″ nord, 1° 27′ 36″ est    |       |
| Magasin Perry | Toulouse                          | Haute-Garonne           | Occitanie                  | Inscrit        |                                             | Notice no PA31000117                      | 43° 36′ 00″ nord, 1° 26′ 39″ est    |       |
| Hôtel Baylet | Toulouse                          | Haute-Garonne           | Occitanie                  | Inscrit        |                                             | Notice no PA31000111                      | 43° 36′ 34″ nord, 1° 26′ 43″ est    |       |
| Dépendance de l'hôtel Baylet                                                                                      | Toulouse                          | Haute-Garonne           | Occitanie                  | Inscrit        |                                             | Notice no PA31000112                      | 43° 36′ 35″ nord, 1° 26′ 45″ est    |       |
| Monument funéraire d'Aristide et Marie Bergès                                                                     | Toulouse                          | Haute-Garonne           | Occitanie                  | Inscrit        |                                             | Notice no PA31000115                      | 43° 36′ 35″ nord, 1° 27′ 54″ est    |       |
| Monument aux morts de la guerre 1914-1918 de Philippeville                                                        | Toulouse                          | Haute-Garonne           | Occitanie                  | Inscrit        |                                             | Notice no PA31000116                      | 43° 36′ 18″ nord, 1° 27′ 58″ est    |       |
| Fontaine de la Poésie romane                                                                                      | Toulouse                          | Haute-Garonne           | Occitanie                  | Inscrit        |                                             | Notice no PA31000113                      | 43° 36′ 30″ nord, 1° 26′ 44″ est    |       |
| Château de Lagrave                                                                                                | Bonzac                            | Gironde                 | Nouvelle-Aquitaine         | Inscrit        |                                             | Notice no PA33000212                      | 45° 00′ 24″ nord, 0° 12′ 40″ ouest  |       |
| Immeubles de la Place de la Bourse (Bordeaux)                                                                     | Bordeaux                          | Gironde                 | Nouvelle-Aquitaine         | Inscrit        | Classé (1916)                               | Notice no PA00083228                      | 44° 50′ 15″ nord, 0° 34′ 12″ ouest  |       |
| Cité Frugès - Le Corbusier : maison 7, rue des Arcades                                                            | Pessac                            | Gironde                 | Nouvelle-Aquitaine         | Inscrit        |                                             | Notice no PA33000228                      | 44° 47′ 54″ nord, 0° 38′ 56″ ouest  |       |
| Cité Frugès - Le Corbusier : maison 9, rue des Arcades                                                            | Pessac                            | Gironde                 | Nouvelle-Aquitaine         | Inscrit        |                                             | Notice no PA33000220                      | 44° 47′ 55″ nord, 0° 38′ 56″ ouest  |       |
| Cité Frugès - Le Corbusier : maison 13, rue des Arcades                                                           | Pessac                            | Gironde                 | Nouvelle-Aquitaine         | Inscrit        |                                             | Notice no PA33000229                      | 44° 47′ 56″ nord, 0° 38′ 56″ ouest  |       |
| Cité Frugès - Le Corbusier : maison 25, rue Xavier-Arnozan                                                        | Pessac                            | Gironde                 | Nouvelle-Aquitaine         | Inscrit        |                                             | Notice no PA33000230                      | 44° 47′ 58″ nord, 0° 38′ 50″ ouest  |       |
| Cité Frugès - Le Corbusier : maison 22, rue Henry-Frugès                                                          | Pessac                            | Gironde                 | Nouvelle-Aquitaine         | Inscrit        |                                             | Notice no PA33000214                      | 44° 47′ 57″ nord, 0° 38′ 49″ ouest  |       |
| Cité Frugès - Le Corbusier : maison 23, rue Henry-Frugès                                                          | Pessac                            | Gironde                 | Nouvelle-Aquitaine         | Inscrit        |                                             | Notice no PA33000215                      | 44° 47′ 54″ nord, 0° 38′ 54″ ouest  |       |
| Cité Frugès - Le Corbusier : maison 24, rue Henry-Frugès                                                          | Pessac                            | Gironde                 | Nouvelle-Aquitaine         | Inscrit        |                                             | Notice no PA33000216                      | 44° 47′ 57″ nord, 0° 38′ 49″ ouest  |       |
| Cité Frugès - Le Corbusier : maison 25, rue Henry-Frugès                                                          | Pessac                            | Gironde                 | Nouvelle-Aquitaine         | Inscrit        |                                             | Notice no PA33000217                      |                                     |       |
| Cité Frugès - Le Corbusier : maison 30, rue Henry-Frugès                                                          | Pessac                            | Gironde                 | Nouvelle-Aquitaine         | Inscrit        |                                             | Notice no PA33000218                      | 44° 47′ 56″ nord, 0° 38′ 49″ ouest  |       |
| Cité Frugès - Le Corbusier : maison 44, rue Henry-Frugès                                                          | Pessac                            | Gironde                 | Nouvelle-Aquitaine         | Inscrit        |                                             | Notice no PA33000219                      | 44° 47′ 54″ nord, 0° 38′ 54″ ouest  |       |
| Cité Frugès - Le Corbusier : maison 1, rue Le Corbusier                                                           | Pessac                            | Gironde                 | Nouvelle-Aquitaine         | Inscrit        |                                             | Notice no PA33000221                      |                                     |       |
| Cité Frugès - Le Corbusier : maison 5, rue Le Corbusier                                                           | Pessac                            | Gironde                 | Nouvelle-Aquitaine         | Inscrit        |                                             | Notice no PA33000225                      | 44° 47′ 57″ nord, 0° 38′ 51″ ouest  |       |
| Cité Frugès - Le Corbusier : maison 10, rue Le Corbusier                                                          | Pessac                            | Gironde                 | Nouvelle-Aquitaine         | Inscrit        |                                             | Notice no PA33000226                      | 44° 47′ 57″ nord, 0° 38′ 53″ ouest  |       |
| Cité Frugès - Le Corbusier : maison 11, rue Le Corbusier                                                          | Pessac                            | Gironde                 | Nouvelle-Aquitaine         | Inscrit        |                                             | Notice no PA33000227                      | 44° 47′ 57″ nord, 0° 38′ 52″ ouest  |       |
| Cité Frugès - Le Corbusier : maison 20, rue Le Corbusier                                                          | Pessac                            | Gironde                 | Nouvelle-Aquitaine         | Inscrit        |                                             | Notice no PA33000222                      | 44° 47′ 55″ nord, 0° 38′ 54″ ouest  |       |
| Cité Frugès - Le Corbusier : maison 21, rue Le Corbusier                                                          | Pessac                            | Gironde                 | Nouvelle-Aquitaine         | Inscrit        |                                             | Notice no PA33000223                      | 44° 47′ 56″ nord, 0° 38′ 52″ ouest  |       |
| Cité Frugès - Le Corbusier : maison 22, rue Le Corbusier                                                          | Pessac                            | Gironde                 | Nouvelle-Aquitaine         | Inscrit        |                                             | Notice no PA33000224                      | 44° 47′ 55″ nord, 0° 38′ 54″ ouest  |       |
| Château de Sauviac                                                                                                | Sauviac                           | Gironde                 | Nouvelle-Aquitaine         | Inscrit        |                                             | Notice no PA33000213                      | 44° 24′ 15″ nord, 0° 11′ 16″ ouest  |       |
| Geôles des martyrs de la Résistance                                                                               | Montpellier                       | Hérault                 | Occitanie                  | Inscrit        |                                             | Notice no PA34000126                      | 43° 37′ 14″ nord, 3° 52′ 43″ est    |       |
| Institut de Botanique                                                                                             | Montpellier                       | Hérault                 | Occitanie                  | Inscrit        |                                             | Notice no PA34000127                      | 43° 36′ 56″ nord, 3° 52′ 19″ est    |       |
| Château de Saint-Drézéry                                                                                          | Saint-Drézéry                     | Hérault                 | Occitanie                  | Inscrit        |                                             | Notice no PA34000128                      | 43° 44′ 03″ nord, 3° 58′ 54″ est    |       |
| Villa de Pierre Soulages                                                                                          | Sète                              | Hérault                 | Occitanie                  | Inscrit        |                                             | Notice no PA34000129                      | 43° 23′ 41″ nord, 3° 41′ 24″ est    |       |
| Villa Greystones                                                                                                  | Dinard                            | Ille-et-Vilaine         | Bretagne                   | Classé         | Inscrit (2014)                              | Notice no PA35000055                      | 48° 38′ 25″ nord, 2° 03′ 39″ ouest  |       |
| Immeuble Le Gallic                                                                                                | Dinard                            | Ille-et-Vilaine         | Bretagne                   | Inscrit        |                                             | Notice no PA35000087                      | 48° 38′ 03″ nord, 2° 03′ 18″ ouest  |       |
| Château de Blossac                                                                                                | Goven                             | Ille-et-Vilaine         | Bretagne                   | Inscrit        | Inscrit (1957)                              | Notice no PA00090583                      | 48° 01′ 54″ nord, 1° 46′ 45″ ouest  |       |
| Manoir de la Salle                                                                                                | Saint-Erblon                      | Ille-et-Vilaine         | Bretagne                   | Inscrit        |                                             | Notice no PA35000086                      | 48° 01′ 26″ nord, 1° 40′ 51″ ouest  |       |
| Moulin de la Grange                                                                                               | Chabris, Val-Fouzon               | Indre                   | Centre-Val de Loire        | Inscrit        |                                             | Notice no PA36000043                      | 47° 14′ 06″ nord, 1° 40′ 03″ est    |       |
| Maison de la Croix Blanche                                                                                        | Ingrandes                         | Indre                   | Centre-Val de Loire        | Inscrit        | Inscrit (1991)                              | Notice no PA00097496                      | 46° 35′ 38″ nord, 0° 57′ 41″ est    |       |
| Église Saint-Martin de Thevet-Saint-Julien                                                                        | Thevet-Saint-Julien               | Indre                   | Centre-Val de Loire        | Inscrit        | Inscrit (1929)                              | Notice no PA00097474                      | 46° 38′ 14″ nord, 2° 03′ 58″ est    |       |
| Église Saint-Maurice d'Huismes                                                                                    | Huismes                           | Indre-et-Loire          | Centre-Val de Loire        | Inscrit        | Classé (1913) Inscrit (1940)                | Notice no PA00097778                      | 47° 13′ 44″ nord, 0° 15′ 06″ est    |       |
| Monument aux morts de La Tour-du-Pin                                                                              | La Tour-du-Pin                    | Isère                   | Auvergne-Rhône-Alpes       | Inscrit        |                                             | Notice no PA38000038                      | 45° 33′ 47″ nord, 5° 26′ 37″ est    |       |
| Monument aux morts de Vienne                                                                                      | Vienne                            | Isère                   | Auvergne-Rhône-Alpes       | Inscrit        |                                             | Notice no PA38000039                      | 45° 31′ 17″ nord, 4° 52′ 25″ est    |       |
| Monument aux morts de Voiron                                                                                      | Voiron                            | Isère                   | Auvergne-Rhône-Alpes       | Inscrit        |                                             | Notice no PA38000040                      | 45° 21′ 39″ nord, 5° 35′ 28″ est    |       |
| Église Saint-Georges de Chilly-le-Vignoble                                                                        | Chilly-le-Vignoble                | Jura                    | Bourgogne-Franche-Comté    | Inscrit        |                                             | Notice no PA39000128                      | 46° 39′ 25″ nord, 5° 30′ 03″ est    |       |
| Château de Sourdis                                                                                                | Gaujacq                           | Landes                  | Nouvelle-Aquitaine         | Inscrit        | Classé (2002)                               | Notice no PA00083947                      | 43° 37′ 58″ nord, 0° 45′ 32″ ouest  |       |
| Château et logis d'Aon                                                                                            | Hontanx                           | Landes                  | Nouvelle-Aquitaine         | Inscrit        | Inscrit (1988)                              | Notice no PA00083955                      | 43° 49′ 14″ nord, 0° 16′ 15″ ouest  |       |
| Monument aux morts de Montbrison                                                                                  | Montbrison                        | Loire                   | Auvergne-Rhône-Alpes       | Inscrit        |                                             | Notice no PA42000049                      | 45° 36′ 30″ nord, 4° 03′ 38″ est    |       |
| Halle et tour de trempe de l'ancienne usine des Frères Marrel                                                     | Rive-de-Gier                      | Loire                   | Auvergne-Rhône-Alpes       | Inscrit        |                                             | Notice no PA42000052                      | 45° 31′ 41″ nord, 4° 36′ 40″ est    |       |
| Château de Curraize                                                                                               | Précieux                          | Loire                   | Auvergne-Rhône-Alpes       | Inscrit        |                                             | Notice no PA42000050                      | 45° 35′ 17″ nord, 4° 07′ 47″ est    |       |
| Monument aux morts de Saint-Étienne                                                                               | Saint-Étienne                     | Loire                   | Auvergne-Rhône-Alpes       | Inscrit        |                                             | Notice no PA42000051                      | 45° 26′ 23″ nord, 4° 23′ 46″ est    |       |
| Château de Saint-Hilaire-sous-Charlieu                                                                            | Saint-Hilaire-sous-Charlieu       | Loire                   | Auvergne-Rhône-Alpes       | Inscrit        | Inscrit (1989)                              | Notice no PA00117689                      | 46° 07′ 28″ nord, 4° 11′ 05″ est    |       |
| Château de Causans                                                                                                | Coubon                            | Haute-Loire             | Auvergne-Rhône-Alpes       | Inscrit        |                                             | Notice no PA43000064                      | 44° 59′ 50″ nord, 3° 55′ 10″ est    |       |
| Monument aux morts de Fix-Saint-Geneys                                                                            | Fix-Saint-Geneys                  | Haute-Loire             | Auvergne-Rhône-Alpes       | Inscrit        |                                             | Notice no PA43000062                      | 45° 08′ 31″ nord, 3° 40′ 03″ est    |       |
| Maison-forte de la Cloze                                                                                          | La Chaise-Dieu                    | Haute-Loire             | Auvergne-Rhône-Alpes       | Inscrit        | Inscrit (1977)                              | Notice no PA00092638                      | 45° 19′ 16″ nord, 3° 41′ 39″ est    |       |
| Hôtel de Miramon                                                                                                  | Le Puy-en-Velay                   | Haute-Loire             | Auvergne-Rhône-Alpes       | Inscrit        | Classé (1976) Inscrit (1976)                | Notice no PA00092767                      | 45° 02′ 44″ nord, 3° 52′ 56″ est    |       |
| Fontaine de la nymphe Amalthée                                                                                    | Le Puy-en-Velay                   | Haute-Loire             | Auvergne-Rhône-Alpes       | Inscrit        |                                             | Notice no PA43000065                      | 45° 02′ 45″ nord, 3° 52′ 47″ est    |       |
| Abbaye de Doue | Saint-Germain-Laprade             | Haute-Loire             | Auvergne-Rhône-Alpes       | Inscrit        | Inscrit (1990) Classé (1994)                | Notice no PA00092845                      | 45° 02′ 24″ nord, 3° 56′ 50″ est    |       |
| Monument aux morts de Rauret                                                                                      | Rauret                            | Haute-Loire             | Auvergne-Rhône-Alpes       | Inscrit        |                                             | Notice no PA43000063                      | 44° 49′ 04″ nord, 3° 47′ 32″ est    |       |
| Parc des sports du Grand-Marais dite « La Soucoupe »                                                              | Saint-Nazaire                     | Loire-Atlantique        | Pays de la Loire           | Inscrit        |                                             | Notice no PA44000067                      | 47° 16′ 03″ nord, 2° 13′ 45″ ouest  |       |
| Église Sainte-Anne de Saint-Nazaire                                                                               | Saint-Nazaire                     | Loire-Atlantique        | Pays de la Loire           | Inscrit        |                                             | Notice no PA44000066                      | 47° 16′ 42″ nord, 2° 13′ 35″ ouest  |       |
| Grenier du chapitre, tour et ancienne prévôté                                                                     | Cahors                            | Lot                     | Occitanie                  | Inscrit        |                                             | Notice no PA46000072                      | 44° 26′ 49″ nord, 1° 26′ 35″ est    |       |
| Ancien palais de Via                                                                                              | Cahors                            | Lot                     | Occitanie                  | Classé         | Classé (1922) Inscrit (1925) Inscrit (1996) | Notice no PA00094998                      | 44° 27′ 00″ nord, 1° 26′ 32″ est    |       |
| Vestiges de l'amphithéâtre romain                                                                                 | Cahors                            | Lot                     | Occitanie                  | Classé         | Inscrit (2009)                              | Notice no PA46000041                      | 44° 26′ 44″ nord, 1° 26′ 27″ est    |       |
| Forge de Blanquefort-sur-Briolance                                                                                | Blanquefort-sur-Briolance         | Lot-et-Garonne          | Nouvelle-Aquitaine         | Inscrit        |                                             | Notice no PA47000102                      | 44° 36′ 02″ nord, 0° 58′ 15″ est    |       |
| Ancien prieuré des bénédictins de Sainte-Livrade                                                                  | Sainte-Livrade-sur-Lot            | Lot-et-Garonne          | Nouvelle-Aquitaine         | Inscrit        |                                             | Notice no PA47000101                      | 44° 23′ 56″ nord, 0° 35′ 21″ est    |       |
| Église Saint-Jean-Baptiste de Chanac                                                                              | Chanac                            | Lozère                  | Occitanie                  | Inscrit        |                                             | Notice no PA48000025                      | 44° 27′ 58″ nord, 3° 20′ 37″ est    |       |
| Maison bleue | Angers                            | Maine-et-Loire          | Pays de la Loire           | Classé         | Inscrit (1998)                              | Notice no PA49000016                      | 47° 28′ 11″ nord, 0° 32′ 58″ ouest  |       |
| Orangerie du Château de Challain-la-Potherie                                                                      | Challain-la-Potherie              | Maine-et-Loire          | Pays de la Loire           | Inscrit        |                                             | Notice no PA49000100                      | 47° 38′ 11″ nord, 1° 02′ 41″ ouest  |       |
| Écuries et greniers du château de Montreuil-Bellay                                                                | Montreuil-Bellay                  | Maine-et-Loire          | Pays de la Loire           | Inscrit        |                                             | Notice no PA49000099                      | 47° 07′ 45″ nord, 0° 09′ 18″ ouest  |       |
| Chapelle Saint-Martin-des-Noyers                                                                                  | Terranjou                         | Maine-et-Loire          | Pays de la Loire           | Inscrit        |                                             | Notice no PA49000101                      | 47° 13′ 42″ nord, 0° 28′ 43″ ouest  |       |
| Logis du manoir de la Crasvillerie                                                                                | Réville                           | Manche                  | Normandie                  | Inscrit        |                                             | Notice no PA50000092                      | 49° 38′ 03″ nord, 1° 15′ 25″ ouest  |       |
| Ensemble préfectoral de la Manche                                                                                 | Saint-Lô                          | Manche                  | Normandie                  | Inscrit        |                                             | Notice no PA50000091                      | 49° 06′ 45″ nord, 1° 05′ 48″ ouest  |       |
| Mémorial des batailles de la Marne                                                                                | Dormans                           | Marne                   | Grand Est                  | Classé         | Inscrit (2017)                              | Notice no PA51000025                      | 49° 04′ 04″ nord, 3° 38′ 47″ est    |       |
| Bâtiment des convers de l'Abbaye de Longuay                                                                       | Aubepierre-sur-Aube               | Haute-Marne             | Grand Est                  | Classé         | Inscrit (2016)                              | Notice no PA52000038                      | 47° 55′ 01″ nord, 4° 54′ 37″ est    |       |
| Pigeonnier du château de Châteauvillain                                                                           | Châteauvillain                    | Haute-Marne             | Grand Est                  | Inscrit        |                                             | Notice no PA52000040                      | 48° 02′ 07″ nord, 4° 55′ 13″ est    |       |
| Chapelle Saint-Jacques et Sainte-Anne de l'Écluse                                                                 | Brecé                             | Mayenne                 | Pays de la Loire           | Inscrit        |                                             | Notice no PA53000040                      | 48° 23′ 20″ nord, 0° 47′ 24″ ouest  |       |
| Église Saint-Gilles-des-Champs                                                                                    | Hennebont                         | Morbihan                | Bretagne                   | Inscrit        |                                             | Notice no PA56000088                      | 47° 48′ 23″ nord, 3° 14′ 33″ ouest  |       |
| Église Saint-Malo de Locmalo                                                                                      | Locmalo                           | Morbihan                | Bretagne                   | Inscrit        |                                             | Notice no PA56000087                      | 48° 04′ 19″ nord, 3° 11′ 08″ ouest  |       |
| Baraquement canadien de la cité provisoire de Soye                                                                | Ploemeur                          | Morbihan                | Bretagne                   | Inscrit        |                                             | Notice no PA56000089                      | 47° 44′ 20″ nord, 3° 24′ 40″ ouest  |       |
| Chapelle Notre-Dame-des-Fleurs de Plouay                                                                          | Plouay                            | Morbihan                | Bretagne                   | Inscrit        | Inscrit (1925)                              | Notice no PA00091513                      | 47° 56′ 11″ nord, 3° 16′ 43″ ouest  |       |
| Monument au comte de Chambord                                                                                     | Saint-Anne-d'Auray                | Morbihan                | Bretagne                   | Inscrit        |                                             | Notice no PA56000090                      | 47° 42′ 19″ nord, 2° 57′ 50″ ouest  |       |
| Château de Mercy                                                                                                  | Ars-Laquenexy                     | Moselle                 | Grand Est                  | Inscrit        |                                             | Notice no PA57000042                      | 49° 05′ 04″ nord, 6° 14′ 38″ est    |       |
| Gare de Nouvel-Avricourt                                                                                          | Avricourt                         | Moselle                 | Grand Est                  | Inscrit        |                                             | Notice no PA57000044                      | 48° 38′ 52″ nord, 6° 49′ 18″ est    |       |
| Château d'Hausen                                                                                                  | Hombourg-Haut                     | Moselle                 | Grand Est                  | Inscrit        |                                             | Notice no PA57000043                      | 49° 07′ 26″ nord, 6° 46′ 26″ est    |       |
| Église Saint-Gervais-Saint-Protais de Lurcy-le-Bourg                                                              | Lurcy-le-Bourg                    | Nièvre                  | Bourgogne-Franche-Comté    | Inscrit        |                                             | Notice no PA58000050                      | 47° 09′ 39″ nord, 3° 23′ 10″ est    |       |
| Ancienne brasserie-malterie Motte-Cordonnier                                                                      | Armentières                       | Nord                    | Hauts-de-France            | Inscrit        | Inscrit (1999)                              | Notice no PA59000050                      | 50° 41′ 18″ nord, 2° 51′ 33″ est    |       |
| Bastion des Forges                                                                                                | Bouchain                          | Nord                    | Hauts-de-France            | Classé         | Inscrit (2016)                              | Notice no PA59000194                      | 50° 17′ 02″ nord, 3° 19′ 11″ est    |       |
| Gare de Bouchain et sa halle ferroviaire                                                                          | Bouchain,Neuville-sur-Escaut      | Nord                    | Hauts-de-France            | Inscrit        |                                             | Notice no PA59000206                      | 50° 16′ 29″ nord, 3° 19′ 54″ est    |       |
| Basilique Sainte-Maxellende                                                                                       | Caudry                            | Nord                    | Hauts-de-France            | Inscrit        |                                             | Notice no PA59000207                      | 50° 07′ 14″ nord, 3° 24′ 32″ est    |       |
| Monument à la mémoire des Fusiliers marins de Dunkerque                                                           | Dunkerque                         | Nord                    | Hauts-de-France            | Inscrit        |                                             | Notice no PA59000202                      | 51° 01′ 50″ nord, 2° 22′ 19″ est    |       |
| Église du Sacré-Cœur de Tourcoing                                                                                 | Tourcoing                         | Nord                    | Hauts-de-France            | Inscrit        |                                             | Notice no PA59000204                      | 50° 42′ 41″ nord, 3° 09′ 30″ est    |       |
| Ancienne chambre de commerce et d'industrie de Tourcoing                                                          | Tourcoing                         | Nord                    | Hauts-de-France            | Inscrit        |                                             | Notice no PA59000205                      | 50° 43′ 15″ nord, 3° 09′ 27″ est    |       |
| Maison du Broutteux                                                                                               | Tourcoing                         | Nord                    | Hauts-de-France            | Inscrit        |                                             | Notice no                                 | 50° 43′ 11″ nord, 3° 09′ 15″ est    |       |
| Hôtel Pollet-De Gottal                                                                                            | Tourcoing                         | Nord                    | Hauts-de-France            | Inscrit        |                                             | Notice no PA59000208                      | 50° 43′ 22″ nord, 3° 09′ 07″ est    |       |
| Chapelle du Vœu de Tourcoing                                                                                      | Tourcoing                         | Nord                    | Hauts-de-France            | Inscrit        |                                             |                                           | 50° 43′ 09″ nord, 3° 09′ 36″ est    |       |
| Maison Falleur (ou Maison Thénard)                                                                                | Trélon                            | Nord                    | Hauts-de-France            | Inscrit        |                                             |                                           | 50° 03′ 34″ nord, 4° 06′ 20″ est    |       |
| Ancien cinéma Le Palace                                                                                           | Valenciennes                      | Nord                    | Hauts-de-France            | Inscrit        |                                             | Notice no PA59000201                      | 50° 21′ 19″ nord, 3° 31′ 41″ est    |       |
| Ancien groupe scolaire du Centre                                                                                  | Wasquehal                         | Nord                    | Hauts-de-France            | Inscrit        |                                             | Notice no PA59000203                      | 50° 40′ 02″ nord, 3° 07′ 37″ est    |       |
| Galerie Hazard | Orrouy                            | Oise                    | Hauts-de-France            | Inscrit        |                                             |                                           | 49° 17′ 20″ nord, 2° 51′ 16″ est    |       |
| Ferme des Berceaux                                                                                                | Longuenesse                       | Pas-de-Calais           | Hauts-de-France            | Inscrit        |                                             | Notice no PA62000163                      | 50° 44′ 12″ nord, 2° 14′ 20″ est    |       |
| Maison au 41, rue Saint-Martin de Saint-Omer                                                                      | Saint-Omer                        | Pas-de-Calais           | Hauts-de-France            | Inscrit        |                                             | Notice no PA62000161                      | 50° 45′ 23″ nord, 2° 16′ 21″ est    |       |
| Hôtel particulier au 7, rue Léon-Belly de Saint-Omer                                                              | Saint-Omer                        | Pas-de-Calais           | Hauts-de-France            | Inscrit        |                                             | Notice no PA62000162                      | 50° 44′ 56″ nord, 2° 15′ 23″ est    |       |
| Monument aux morts de Clermont-Ferrand                                                                            | Clermont-Ferrand                  | Puy-de-Dôme             | Auvergne-Rhône-Alpes       | Inscrit        |                                             | Notice no PA63000124                      | 45° 46′ 46″ nord, 3° 05′ 33″ est    |       |
| Monument aux morts du cimetière des Carmes de Clermont-Ferrand                                                    | Clermont-Ferrand                  | Puy-de-Dôme             | Auvergne-Rhône-Alpes       | Inscrit        |                                             | Notice no PA63000125                      | 45° 47′ 15″ nord, 3° 05′ 47″ est    |       |
| Église Saint-Jean-Baptiste d'Olmet                                                                                | Olmet                             | Puy-de-Dôme             | Auvergne-Rhône-Alpes       | Inscrit        |                                             | Notice no PA63000132                      | 45° 42′ 36″ nord, 3° 39′ 39″ est    |       |
| Monument aux morts de Lezoux                                                                                      | Lezoux                            | Puy-de-Dôme             | Auvergne-Rhône-Alpes       | Inscrit        |                                             | Notice no PA63000126                      | 45° 49′ 42″ nord, 3° 22′ 45″ est    |       |
| Monument aux morts de Riom                                                                                        | Riom                              | Puy-de-Dôme             | Auvergne-Rhône-Alpes       | Inscrit        |                                             | Notice no PA63000127                      | 45° 53′ 25″ nord, 3° 07′ 01″ est    |       |
| Monument aux morts de Royat et chapelle du Souvenir                                                               | Royat                             | Puy-de-Dôme             | Auvergne-Rhône-Alpes       | Inscrit        |                                             | Notice no PA63000128                      | 45° 45′ 40″ nord, 3° 02′ 55″ est    |       |
| Monument aux morts de Saint-Sauves-d'Auvergne                                                                     | Saint-Sauves-d'Auvergne           | Puy-de-Dôme             | Auvergne-Rhône-Alpes       | Inscrit        |                                             | Notice no PA63000129                      | 45° 36′ 24″ nord, 2° 41′ 17″ est    |       |
| Monument aux morts de Thiers                                                                                      | Thiers                            | Puy-de-Dôme             | Auvergne-Rhône-Alpes       | Inscrit        |                                             | Notice no PA63000130                      | 45° 51′ 25″ nord, 3° 32′ 55″ est    |       |
| La Castanhère | Artix                             | Pyrénées-Atlantiques    | Nouvelle-Aquitaine         | Inscrit        |                                             | Notice no PA64000114                      | 43° 24′ 19″ nord, 0° 35′ 24″ ouest  |       |
| Point d’appui allemand LGS082                                                                                     | Torreilles                        | Pyrénées-Orientales     | Occitanie                  | Inscrit        |                                             | Notice no PA66000058                      | 42° 46′ 25″ nord, 3° 02′ 16″ est    |       |
| Église Saint-Joseph de Strasbourg                                                                                 | Strasbourg                        | Bas-Rhin                | Grand Est                  | Inscrit        |                                             | Notice no PA67000105                      | 48° 34′ 38″ nord, 7° 42′ 44″ est    |       |
| Église Saint-Pantaléon de Gueberschwihr                                                                           | Gueberschwihr                     | Haut-Rhin               | Grand Est                  | Inscrit        | Classé (1841)                               | Notice no PA00085433                      | 48° 00′ 17″ nord, 7° 16′ 30″ est    |       |
| Monument aux morts de Dardilly                                                                                    | Dardilly                          | Métropole de Lyon       | Auvergne-Rhône-Alpes       | Inscrit        |                                             | Notice no PA69000066                      | 45° 48′ 37″ nord, 4° 45′ 05″ est    |       |
| Monument à la gloire du service de santé militaire de Grange Blanche                                              | Lyon                              | Métropole de Lyon       | Auvergne-Rhône-Alpes       | Inscrit        |                                             | Notice no PA69000067                      | 45° 44′ 34″ nord, 4° 52′ 40″ est    |       |
| Monument aux morts italiens de Lyon                                                                               | Lyon                              | Métropole de Lyon       | Auvergne-Rhône-Alpes       | Inscrit        |                                             | Notice no PA69000068                      |                                     |       |
| Monument aux morts de Villeurbanne                                                                                | Villeurbanne                      | Métropole de Lyon       | Auvergne-Rhône-Alpes       | Inscrit        |                                             | Notice no PA69000069                      | 45° 45′ 50″ nord, 4° 54′ 49″ est    |       |
| Monument aux morts d'Anse                                                                                         | Anse                              | Rhône                   | Auvergne-Rhône-Alpes       | Inscrit        |                                             | Notice no PA69000064                      | 45° 56′ 13″ nord, 4° 43′ 05″ est    |       |
| Sacristie, presbytère et monument aux morts de Saint-Jean-de-Touslas                                              | Beauvallon                        | Rhône                   | Auvergne-Rhône-Alpes       | Inscrit        |                                             | Notice no PA69000070                      | 45° 34′ 38″ nord, 4° 39′ 42″ est    |       |
| Maison de Georges Adilon                                                                                          | Brindas                           | Rhône                   | Auvergne-Rhône-Alpes       | Inscrit        |                                             | Notice no PA69000065                      | 45° 44′ 01″ nord, 4° 42′ 06″ est    |       |
| Château de la Chaize                                                                                              | Odenas                            | Rhône                   | Auvergne-Rhône-Alpes       | Inscrit        | Classé (1972)                               | Notice no PA00118008                      | 46° 05′ 10″ nord, 4° 38′ 01″ est    |       |
| Ancienne maison de chanoinesse-prieure                                                                            | Salles-Arbuissonnas-en-Beaujolais | Rhône                   | Auvergne-Rhône-Alpes       | Inscrit        |                                             | Notice no PA69000072                      | 46° 02′ 28″ nord, 4° 38′ 07″ est    |       |
| Mairie de Salles-Arbuissonnas-en-Beaujolais (actuelle mairie)                                                     | Salles-Arbuissonnas-en-Beaujolais | Rhône                   | Auvergne-Rhône-Alpes       | Inscrit        |                                             | Notice no PA69000071                      | 46° 02′ 28″ nord, 4° 38′ 08″ est    |       |
| Cloître du prieuré de l'église de Salles                                                                          | Salles-Arbuissonnas-en-Beaujolais | Rhône                   | Auvergne-Rhône-Alpes       | Inscrit        | Classé (1862)                               | Notice no PA00118065                      | 46° 02′ 29″ nord, 4° 38′ 06″ est    |       |
| Église de la Nativité-de-Saint-Jean-Baptiste de Ternand                                                           | Ternand                           | Rhône                   | Auvergne-Rhône-Alpes       | Inscrit        | Classé (1951)                               | Notice no PA00118075                      | 45° 56′ 38″ nord, 4° 31′ 46″ est    |       |
| Collège Notre-Dame de Mongré                                                                                      | Villefranche-sur-Saône            | Rhône                   | Auvergne-Rhône-Alpes       | Inscrit        |                                             | Notice no PA69000073                      | 45° 59′ 15″ nord, 4° 42′ 42″ est    |       |
| Hôtel Gaucher de Champmartin                                                                                      | Chalon-sur-Saône                  | Saône-et-Loire          | Bourgogne-Franche-Comté    | Inscrit        |                                             | Notice no PA71000091                      | 46° 46′ 55″ nord, 4° 51′ 38″ est    |       |
| Hôtel de la sous-préfecture de Charolles                                                                          | Charolles                         | Saône-et-Loire          | Bourgogne-Franche-Comté    | Inscrit        |                                             | Notice no PA71000090                      | 46° 25′ 43″ nord, 4° 16′ 38″ est    |       |
| Château de Cormatin                                                                                               | Cormatin                          | Saône-et-Loire          | Bourgogne-Franche-Comté    | Inscrit        | Classé (1862) Classé (1903 Inscrit (1995)   | Notice no PA00113246                      | 46° 32′ 35″ nord, 4° 41′ 03″ est    |       |
| Ancienne usine de préparation de la chaux                                                                         | Teloché                           | Sarthe                  | Pays de la Loire           | Inscrit        |                                             | Notice no PA72000058                      | 47° 52′ 38″ nord, 0° 16′ 38″ est    |       |
| Monument à l'Alsace et à la Lorraine d'Aix-les-Bains                                                              | Aix-les-Bains                     | Savoie                  | Auvergne-Rhône-Alpes       | Inscrit        |                                             | Notice no PA73000030                      | 45° 41′ 29″ nord, 5° 54′ 48″ est    |       |
| Monument aux morts d'Aix-les-Bains                                                                                | Aix-les-Bains                     | Savoie                  | Auvergne-Rhône-Alpes       | Inscrit        |                                             | Notice no PA73000031                      | 45° 41′ 36″ nord, 5° 54′ 42″ est    |       |
| Monument aux morts de Termignon                                                                                   | Val-Cenis                         | Savoie                  | Auvergne-Rhône-Alpes       | Inscrit        |                                             | Notice no PA73000032                      | 45° 16′ 38″ nord, 6° 48′ 51″ est    |       |
| Monument aux morts d'Annecy                                                                                       | Annecy                            | Haute-Savoie            | Auvergne-Rhône-Alpes       | Inscrit        |                                             | Notice no PA74000036                      | 45° 54′ 10″ nord, 6° 07′ 49″ est    |       |
| Monument aux morts de Thonon-les-Bains                                                                            | Thonon-les-Bains                  | Haute-Savoie            | Auvergne-Rhône-Alpes       | Inscrit        |                                             | Notice no PA74000037                      | 46° 22′ 10″ nord, 6° 28′ 53″ est    |       |
| Synagogue Nazareth                                                                                                | Paris 3e                          | Paris                   | Île-de-France              | Classé         | Inscrit (1986)                              | Notice no PA00086234                      | 48° 52′ 01″ nord, 2° 21′ 36″ est    |       |
| Conservatoire national supérieur d'art dramatique                                                                 | Paris 9e                          | Paris                   | Île-de-France              | Inscrit        | Classé (1921)                               | Notice no PA00088902                      | 48° 52′ 21″ nord, 2° 20′ 49″ est    |       |
| Chapelle de l'hôpital Lariboisière                                                                                | Paris 10e                         | Paris                   | Île-de-France              | Inscrit (1975) | Classé                                      | Notice no PA00086493                      | 48° 52′ 59″ nord, 2° 21′ 11″ est    |       |
| Institut dentaire George-Eastman                                                                                  | Paris 13e                         | Paris                   | Île-de-France              | Inscrit        |                                             | Notice no PA75130008                      | 48° 49′ 31″ nord, 2° 21′ 33″ est    |       |
| Immeubles situés 7, rue Méchain                                                                                   | Paris 14e                         | Paris                   | Île-de-France              | Inscrit        | Inscrit (1984)                              | Notice no PA00086624                      | 48° 49′ 55″ nord, 2° 20′ 25″ est    |       |
| Cité de l'Argentine                                                                                               | Paris 15e                         | Paris                   | Île-de-France              | Inscrit        |                                             | Notice no PA75160012                      | 48° 52′ 06″ nord, 2° 17′ 00″ est    |       |
| Appartement de l'architecte Marcel Hennequet situés 100, boulevard Pereire                                        | Paris 17e                         | Paris                   | Île-de-France              | Inscrit        |                                             | Notice no PA75170008                      | 48° 53′ 11″ nord, 2° 17′ 57″ est    |       |
| Immeubles situés 36, avenue Junot et 14-18, rue Simon-Dereure                                                     | Paris 18e                         | Paris                   | Île-de-France              | Inscrit        |                                             | Notice no PA75180003                      | 48° 53′ 21″ nord, 2° 20′ 12″ est    |       |
| Grotte artificielle du petit château de Noisiel                                                                   | Noisiel                           | Seine-et-Marne          | Île-de-France              | Inscrit        |                                             | Notice no PA77000036                      | 48° 51′ 24″ nord, 2° 37′ 21″ est    |       |
| Château de Champs-sur-Marne                                                                                       | Champs-sur-Marne                  | Seine-et-Marne          | Île-de-France              | Classé         | Classé (1935)                               | Notice no PA00086861                      | 48° 51′ 14″ nord, 2° 36′ 15″ est    |       |
| Maison et le jardin de Maurice Ravel                                                                              | Montfort-l'Amaury                 | Yvelines                | Île-de-France              | Inscrit        | Inscrit (1994)                              | Notice no PA00132998                      | 48° 46′ 34″ nord, 1° 48′ 19″ est    |       |
| Grand corridor du château de Vaux                                                                                 | Vaux-sur-Seine                    | Yvelines                | Île-de-France              | Inscrit        | Inscrit (1994)                              | Notice no PA78000003                      | 49° 00′ 36″ nord, 1° 57′ 21″ est    |       |
| Ancien siège du Courrier picard                                                                                   | Amiens                            | Somme                   | Hauts-de-France            | Inscrit        |                                             | Notice no PA80000106                      | 49° 53′ 29″ nord, 2° 17′ 49″ est    |       |
| Maison située 42, rue Edmond-Lebel                                                                                | Amiens                            | Somme                   | Hauts-de-France            | Inscrit        |                                             | Notice no PA80000107                      | 49° 52′ 49″ nord, 2° 17′ 53″ est    |       |
| Château de Tirancourt                                                                                             | La Chaussée-Tirancourt            | Somme                   | Hauts-de-France            | Inscrit        |                                             | Notice no PA80000108                      | 49° 57′ 03″ nord, 2° 09′ 42″ est    |       |
| Église Saint-Pierre du Crotoy                                                                                     | Le Crotoy                         | Somme                   | Hauts-de-France            | Inscrit        |                                             | Notice no PA80000109                      | 50° 12′ 48″ nord, 1° 37′ 33″ est    |       |
| Grotte de Bruniquel                                                                                               | Bruniquel                         | Tarn-et-Garonne         | Occitanie                  | Inscrit        |                                             | Notice no PA82000042                      | 44° 02′ 43″ nord, 1° 41′ 48″ est    |       |
| Château de Terride                                                                                                | Labourgade                        | Tarn-et-Garonne         | Occitanie                  | Inscrit        |                                             | Notice no PA82000043                      | 43° 57′ 18″ nord, 1° 05′ 15″ est    |       |
| Château de Longues-Aygues                                                                                         | Nègrepelisse                      | Tarn-et-Garonne         | Occitanie                  | Inscrit        |                                             | Notice no PA82000044                      | 44° 03′ 47″ nord, 1° 31′ 57″ est    |       |
| Vestiges archéologiques du vivier romain                                                                          | Fréjus                            | Var                     | Provence-Alpes-Côte d'Azur | Inscrit        |                                             | Notice no PA83000044                      | 43° 26′ 01″ nord, 6° 44′ 26″ est    |       |
| Villa Port Magaud                                                                                                 | La Garde                          | Var                     | Provence-Alpes-Côte d'Azur | Inscrit        |                                             | Notice no PA83000045                      | 43° 06′ 31″ nord, 5° 58′ 50″ est    |       |
| Tour de l'Horloge                                                                                                 | Saint-Maximin-la-Sainte-Baume     | Var                     | Provence-Alpes-Côte d'Azur | Inscrit        |                                             | Notice no PA83000046                      | 43° 27′ 09″ nord, 5° 51′ 42″ est    |       |
| Villa La Pacifique                                                                                                | Sanary-sur-Mer                    | Var                     | Provence-Alpes-Côte d'Azur | Inscrit        |                                             | Notice no PA83000047                      | 43° 07′ 22″ nord, 5° 47′ 34″ est    |       |
| Fort Napoléon | La Seyne-sur-Mer                  | Var                     | Provence-Alpes-Côte d'Azur | Inscrit        |                                             | Notice no PA83000048                      | 43° 05′ 39″ nord, 5° 53′ 36″ est    |       |
| Ancien château bas                                                                                                | Caumont-sur-Durance               | Vaucluse                | Provence-Alpes-Côte d'Azur | Inscrit        |                                             | Notice no PA84000080                      | 43° 53′ 35″ nord, 4° 56′ 44″ est    |       |
| Tour Giberti | Pernes-les-Fontaines              | Vaucluse                | Provence-Alpes-Côte d'Azur | Inscrit        |                                             | Notice no PA84000081                      | 43° 59′ 51″ nord, 5° 03′ 34″ est    |       |
| Château du Thor                                                                                                   | Le Thor                           | Vaucluse                | Provence-Alpes-Côte d'Azur | Inscrit        | Inscrit (1996)                              | Notice no PA84000008                      | 43° 55′ 45″ nord, 4° 59′ 30″ est    |       |
| Statue équestre de Napoléon Ier                                                                                   | La Roche-sur-Yon                  | Vendée                  | Pays de la Loire           | Inscrit        | Inscrit (2016)                              | Notice no PA85000054                      | 46° 40′ 01″ nord, 1° 25′ 36″ ouest  |       |
| Manoir de Chaligny                                                                                                | Sainte-Pexine                     | Vendée                  | Pays de la Loire           | Inscrit        | Inscrit (1989)                              | Notice no PA00110298                      | 46° 31′ 54″ nord, 1° 06′ 42″ ouest  |       |
| Château de Dompierre                                                                                              | Dompierre-les-Églises             | Haute-Vienne            | Nouvelle-Aquitaine         | Inscrit        | Inscrit (1986)                              | Notice no PA00100295                      | 46° 13′ 05″ nord, 1° 16′ 10″ est    |       |
| Abbaye Saint-Martial de Limoges                                                                                   | Limoges                           | Haute-Vienne            | Nouvelle-Aquitaine         | Inscrit        | Classé (1966)                               | Notice no PA00100328                      | 45° 49′ 53″ nord, 1° 15′ 35″ est    |       |
| Église Saint-Pierre-du-Sépulcre de Limoges                                                                        | Limoges                           | Haute-Vienne            | Nouvelle-Aquitaine         | Inscrit        | Classé (1968)                               | Notice no PA00100335                      | 45° 49′ 53″ nord, 1° 15′ 37″ est    |       |
| Musée des Beaux-Arts de Limoges                                                                                   | Limoges                           | Haute-Vienne            | Nouvelle-Aquitaine         | Inscrit        | Classé (1907)                               | Notice no PA00100345                      | 45° 49′ 42″ nord, 1° 15′ 58″ est    |       |
| Théâtre de l'Union                                                                                                | Limoges                           | Haute-Vienne            | Nouvelle-Aquitaine         | Inscrit        |                                             | Notice no PA87000051                      | 45° 50′ 12″ nord, 1° 15′ 17″ est    |       |
| Église Saint-Jean-Baptiste de Saint-Jean-Ligoure                                                                  | Saint-Jean-Ligoure                | Haute-Vienne            | Nouvelle-Aquitaine         | Inscrit        | Inscrit (1983)                              | Notice no PA00100451                      | 45° 41′ 23″ nord, 1° 18′ 40″ est    |       |
| Maison de Didier                                                                                                  | Grand                             | Vosges                  | Grand Est                  | Inscrit        |                                             | Notice no PA88000059                      | 48° 23′ 04″ nord, 5° 29′ 09″ est    |       |
| Maison des Goncourt                                                                                               | Neufchâteau                       | Vosges                  | Grand Est                  | Inscrit        |                                             | Notice no PA00107215                      | 48° 21′ 17″ nord, 5° 41′ 47″ est    |       |
| Église Saint-Pierre de Froidefontaine                                                                             | Froidefontaine                    | Territoire de Belfort   | Bourgogne-Franche-Comté    | Inscrit        | Inscrit partiellement (1926)                | Notice no PA00101150                      | 47° 33′ 58″ nord, 6° 56′ 43″ est    |       |
| Église Saint-Denis de Briis-sous-Forges                                                                           | Briis-sous-Forges                 | Essonne                 | Île-de-France              | Inscrit        | Inscrit (1958)                              | Notice no PA00087834                      | 48° 37′ 20″ nord, 2° 07′ 22″ est    |       |
| Château d'eau de la maison de retraite Ferrari                                                                    | Clamart                           | Hauts-de-Seine          | Île-de-France              | Classé         | Inscrit (1983) Inscrit (2003)               | Notice no PA00088093                      | 48° 47′ 51″ nord, 2° 15′ 42″ est    |       |
| Préfecture de Nanterre                                                                                            | Nanterre                          | Hauts-de-Seine          | Île-de-France              | Inscrit        |                                             | Notice no PA92000162                      | 48° 53′ 37″ nord, 2° 12′ 57″ est    |       |
| Château de Saint-Ouen                                                                                             | Saint-Ouen-sur-Seine              | Seine-Saint-Denis       | Île-de-France              | Classé         | Inscrit (1961) Classé (1965)                | Notice no PA00079960                      | 48° 54′ 59″ nord, 2° 19′ 46″ est    |       |
| Habitation Belleville                                                                                             | Trois-Rivières                    | Guadeloupe              | Guadeloupe                 | Classé         |                                             | Notice no PA97100073                      | 15° 58′ 24″ nord, 61° 39′ 02″ ouest |       |
| Villa des Bosquets                                                                                                | Fort-de-France                    | Martinique              | Martinique                 | Inscrit        |                                             | Notice no                                 | 14° 36′ 24″ nord, 61° 04′ 27″ ouest |       |
| Résidence les Tourelles, résidence du gouverneur Félix Eboué                                                      | Fort-de-France                    | Martinique              | Martinique                 | Inscrit        | Inscrit (1990) Inscrit (2012)               | Notice no PA00105960                      | 14° 36′ 56″ nord, 61° 04′ 39″ ouest |       |
| Habitation Vivé                                                                                                   | Le Lorrain                        | Martinique              | Martinique                 | Inscrit        |                                             |                                           | 14° 50′ 45″ nord, 61° 05′ 11″ ouest |       |
| Maison Loupy | Saint-André                       | La Réunion              | La Réunion                 | Inscrit        |                                             | Notice no PA97400149                      | 20° 57′ 32″ sud, 55° 39′ 08″ est    |       |
| Prison Juliette-Dodu                                                                                              | Saint-Denis                       | La Réunion              | La Réunion                 | Inscrit        |                                             | Notice no PA97400150                      | 20° 52′ 52″ sud, 55° 27′ 03″ est    |       |
| Chapelle du couvent des Brises                                                                                    | Saint-Denis                       | La Réunion              | La Réunion                 | Inscrit        |                                             | Notice no PA97400152                      | 20° 52′ 52″ sud, 55° 25′ 30″ est    |       |
| Domaine de Villèle                                                                                                | Saint-Paul                        | La Réunion              | La Réunion                 | Classé         |                                             | Notice no PA97400017                      | 21° 03′ 25″ sud, 55° 15′ 49″ est    |       |
| Ancienne batterie de Saint-Gilles                                                                                 | Saint-Paul                        | La Réunion              | La Réunion                 | Inscrit        |                                             | Notice no PA97400151                      | 21° 03′ 23″ sud, 55° 13′ 26″ est    |       |
| Ancienne gendarmerie de Dzaoudzi                                                                                  | Dzaoudzi                          | Mayotte                 | Mayotte                    | Inscrit        |                                             | Notice no PA97600009                      | 12° 46′ 54″ sud, 45° 15′ 18″ est    |       |
| Ancien tribunal de Mamoudzou                                                                                      | Mamoudzou                         | Mayotte                 | Mayotte                    | Inscrit        |                                             | Notice no PA97600010                      | 12° 46′ 54″ sud, 45° 14′ 02″ est    |       |
| Mosquée et sa citerne et l'ancien village d'Antana Bé                                                             | Chirongui                         | Mayotte                 | Mayotte                    | Inscrit        |                                             | Notice no PA97600008                      | 12° 53′ 45″ sud, 45° 08′ 26″ est    |       |

## Radiations
Les protections des édifices suivants sont abrogées en 2019. Ces radiations concernent essentiellement des édifices détruits.
| Édifice                                         | Commune    | Département   | Région             | Protection | Base Mérimée         | Coordonnées | Image |
| ----------------------------------------------- | ---------- | ------------- | ------------------ | ---------- | -------------------- | ----------- | ----- |
| Immeuble : Façade sur rue, niche avec statuette | Donzenac   | Corrèze       | Nouvelle-Aquitaine | inscrit    | Notice no PA00099767 |             |       |
| Petit Séminaire dit Hôtel d'Hautpoul            | Toulouse   | Haute-Garonne | Occitanie          | inscrit    | Notice no PA00094636 |             |       |
| Immeuble dit Hôtel Modèle                       | Toulouse   | Haute-Garonne | Occitanie          | inscrit    | Notice no PA31000118 |             |       |
| Immeuble dit palais du Bardo                    | Paris XIVe | Paris         | Île-de-France      | inscrit    | Notice no PA00086633 |             |       |